# Iasîneț, Dubrovîțea
Iasîneț (în ucraineană Ясинець) este un sat în comuna Seleț din raionul Dubrovîțea, regiunea Rivne, Ucraina.

## Demografie
Componența lingvistică a localității Iasîneț
     Ucraineană (99,63%)
     Alte limbi (0,37%)
Conform recensământului din 2001, majoritatea populației localității Iasîneț era vorbitoare de ucraineană (99,63%), existând în minoritate și vorbitori de alte limbi.